# 大船渡市立大船渡中学校
大船渡市立大船渡中学校（おおふなとしりつおおふなとちゅうがっこう）は、岩手県大船渡市大船渡町字永沢にある市立の中学校。通称「大中」（だいちゅう）。

## 概要
大船渡市の中心部から少し離れた小高い丘に校舎が立地していて、市内を一望できる。昔は別の場所に校舎が建っていたが、移転して現在の場所に建設された。
「あいさつ運動」などに力を入れている。また、気仙地区で最初に「頭髪の自由化」がなされた学校で、そのときの記念の集会として「2・26集会」という生徒集会が毎年2月26日に行われており、この日を生活向上記念日としている。

## 沿革
- 1947年（昭和22年）4月 - 大船渡小学校に仮校舎を置き、大船渡町立大船渡中学校を開校。
- 1950年（昭和25年）5月 - 同市大船渡町明神前に新校舎が完成。
- 1952年（昭和27年）4月1日 - 大船渡町が盛町、赤崎村、猪川村、立根村、日頃市村、末崎村と新設合併し、大船渡市となったのに伴い、大船渡市立大船渡中学校に改称。
- 1969年（昭和44年）4月 - 学校完全給食開始。
- 1981年（昭和56年）10月 - 同市大船渡町字永沢（ながいさわ）に新校舎建設着工。
- 1982年（昭和57年）8月 - 木造校舎との「惜別の会」開催。
- 1983年（昭和58年）12月 - 大船渡中学校同窓会結成。
- 1984年（昭和59年）
  - 4月 - 鉄筋新校舎が完成し、新校舎落成記念式典挙行。
  - 7月 - プール完成。
  - 9月 - 日本陸上競技連盟により第5種競技場として認定される。
- 1986年（昭和61年）10月 - 郷土芸能取組開始（平七福神、赤澤鎧剣舞、地ノ森権現舞）。
- 1996年（平成8年）11月 - 創立50周年記念式典挙行し、創立50周年記念誌発行などの記念事業を行う。
- 1999年（平成11年）11月 - 県青少年育成県民会議により青少年の指導育成に貢献したとして大船渡中学校郷土芸能保存会が表彰を受ける。
- 2000年（平成12年）10月 - グラウンド西側法面工事開始、翌2001年（平成13年）3月復旧工事完了。
- 2001年（平成13年）10月 - 体育館フロアー中央防球ネット完全修理。
- 2002年（平成14年）7月 - 体育館南側カーテン全面取り替え。
- 2005年（平成17年）11月 - 郷土芸能・PTA合唱20周年記念祝賀会開催。
- 2010年（平成22年）
  - 2月 - 駅伝用「幟」（2種類）同窓会より寄贈される。
  - 3月 - 大船渡小学校側（北門）より、大中生通学路の新設工事。
- 2011年（平成23年）
  - 3月11日 - 14時46分頃、東日本大震災（東北地方太平洋沖地震）が発生したが、高台にあった当校は津波を免れ、生徒の死亡・行方不明は無かった[2]。
  - 4月 - 特別支援学級（情緒）を新設（学級名:青葉学級）。
  - 6月 - ブログを開設（「ともしびプロジェクト」支援）。
- 2014年（平成26年）
  - 2月 - 支援への感謝の意味を込めて音楽CD「Gratitude」制作。
  - 12月 - 仮設住宅駐車場を整備し「広場」が完成。
- 2015年（平成27年）7月 - 太陽光発電・蓄電池設備設置完了。
- 2016年（平成28年）12月 - オムニコート完成寄贈式挙行。同月、仮設住宅撤去開始。
- 2017年（平成29年）
  - 7月x日 - 校庭復旧コンサート（不来方高校音楽部コンサート）開催。
  - 7月12日 - 大船渡小学校と合同で、地震と津波を想定した合同避難訓練を行った[3]。
  - 8月 - 校庭完全復旧。
- 2018年（平成30年）
  - 5月 - 8年ぶりに本校校庭で運動会実施。
  - 8月 - グランド照明設備寄贈式挙行。
- 2019年（平成31年・令和元年）
  - 3月 - 外トイレ水洗化工事。同月、PC室・第1音楽室床張替工事。
  - 4月 - 特別支援学級（弱視）を（学級名:双葉学級）新設。
  - 9月 - 普通教室等にエアコン設置工事。
  - 11月 - 公式ホームページを開設。2013年から続くブログと併せて情報発信。
- 2025年（令和7年）
  - 4月 -　末崎中学校と統合。校名は大船渡中学校の名称を継承。

## 部活動
- 運動部

軟式野球部、バレーボール部、バスケットボール部、サッカー部、テニス部、卓球部、柔道部、陸上部、駅伝部（陸上部と駅伝部は期間限定）
- 文化部

総合文化部、吹奏楽部

## 通学区域
- 大船渡小学校の通学区域の全域
- 大船渡北小学校の通学区域の全域

## 令和6年以前入学の旧大船渡中学校上級生制服
- ジャージの色は緑、統合前は制服で活動していたような行事でも統合後はジャージ着用となる場面が多くなってきている。
- 男子　
  - 冬服は標準的な学生服上下である。
  - 夏服はカッターシャツ、スラックスである。
- 女子　
  - 冬服はブレザー、ネクタイ、ブラウス、吊りスカート(サスペンダーを金具で止める)であった。
  - 夏服はブラウス、吊りスカート(サスペンダーを金具で止める)であった。
    - 末崎制服及び新制服との差異のがあるがサスペンダーが廃止になるかについては令和7年7月に公式に確定した模様。

## 令和6年以前入学の旧末崎中学校上級生制服
- ジャージの色は青
- 男子　
  - 旧大船渡中学校上級生制服と同じ。
- 女子　
  - 冬服はブレザー、リボン、ブラウス、スカートである。
  - 夏服はブラウス、リボン、ベスト、スカートである。(統合後の令和7年よりベストの着用自由化)

## 令和7年入学生以降の新制服
- ブレザー、カッターシャツ、ネクタイまたはリボン、スラックスまたはスカート

## 主な卒業生
- 中田洋介（元・プロサッカー選手）
- 橋本英教（元・衆議院議員）
- 横道毅（俳優、花組芝居所属）

## アクセス
- JR大船渡線BRT大船渡魚市場前駅から、徒歩約750m・約12分（直線距離は約345mと近いものの、道路の関係で遠回りとなる）。